# 矢野雅哉
矢野 雅哉（やの まさや、1998年12月16日 - ）は、大阪府大阪市平野区出身のプロ野球選手（内野手）。右投左打。広島東洋カープ所属。

## 経歴

### プロ入り前
大阪市立川辺小学校時代は、ソフトボールチームの川辺キラーズ・川辺ドンマイズでプレー後、大阪平野富士ボーイズでプレー。
大阪市立長吉西中学校時代は大阪平野ボーイズでプレー。
高校は兵庫県の育英高等学校に進学。在学中の全国大会出場はない。
東都大学野球連盟に所属する亜細亜大学に進学。3年秋のリーグ戦では首位打者のタイトルを獲得した。また、主将も務めた。
2020年10月26日のドラフト会議で広島東洋カープから6位指名を受けた。11月25日、契約金2500万円、年俸600万円で入団に合意した。背番号は61。担当スカウトは松本有史。松本は矢野の大学1年次から身体能力を高く評価し注目していたという。同期には読売ジャイアンツから1位指名を受けた平内龍太、東北楽天ゴールデンイーグルスから4位指名を受けた内間拓馬らがおり、内間とはのちにチームメイトになっている。

### 広島時代
ルーキーイヤーの2021年はオープン戦から内野手として起用され、出場した全13試合を無失策で乗り切った守備力を買われ開幕一軍を勝ち取った。レギュラーシーズンでは小園海斗が遊撃手として台頭した影響で13試合の出場に留まった。守備面でチームに貢献した一方、打撃では6打数0安打に終わった。
2022年は5月3日の巨人戦でプロ初めて先発起用されると赤星優志から初安打を放った。8月16日の中日ドラゴンズ戦では柳裕也から初本塁打を放った。シーズン通算では55試合（先発出場19試合）の出場で打率.194、2本塁打、5打点だった。
2023年は、主に守備固め・代走として、プロ入り後最多となる93試合に出場し、ゴールデングラブ賞の遊撃手部門で得票数9票で4位となるなど守備では貢献するも、打率.185と結果を残せなかった。
2024年は開幕一軍を勝ち取ると、主に遊撃手として先発出場が急増、定評のあった守備面では二塁手の菊池涼介と共に好守を連発し、新井貴浩監督に「（カープ）自慢の二遊間」と言わしめた。課題とされていた打撃面でも内容が向上、夏場には得点圏打率が3割を超えるなど勝負強さを見せると、8月31日の対ヤクルトスワローズ戦（マツダスタジアム）では2年ぶりとなる本塁打を前打者菊池とのアベック本塁打で放ち、翌日の同カードでは自身初のランニング本塁打並びに2試合連続本塁打を記録。なおこの矢野の本塁打は、球団通算8888号のメモリアル本塁打となった。9月22日の対中日ドラゴンズ戦（バンデリンドーム）では6回走者無しの場面で涌井秀章を相手に計17球のファウルで粘り、1打席22球のNPB1打席最多投球数を記録更新、9月25日の対ヤクルト戦（マツダ）では自身初のシーズン100安打を達成。最終的に137試合出場、打率.260、2本塁打、38打点を記録した。シーズン終了後の11月12日に、遊撃手部門で218票を獲得して自身初のゴールデングラブ賞を受賞し、同月26日の契約更改では3550万増となる推定年俸5300万円でサインした。同月29日に背番号が4に変更されることが発表された。
2025年は、3月に開催されたラグザス侍ジャパンシリーズ2025オランダ代表戦（強化試合）に日本代表として初選出された。

## 選手としての特徴
遠投130mを記録したトップクラスの強肩と50m走のタイム5秒9の俊足を誇る内野手。高い身体能力を生かした内野守備は即戦力と評されている。打撃では長打が少ないものの、打線のつなぎ役として広角に打ち分ける技術とバントを含めた小技に定評がある。最もこだわっているのは出塁率で、目標とする選手に平野恵一を挙げている。
広島入団後は守備の名手である菊池涼介を師匠と慕い、オフの自主トレーニングを共にしている。
フジテレビ「中居正広のプロ野球珍プレー好プレー大賞2024」で、現役プロ野球選手500人が選ぶ「守備の達人」ベスト10でゴールデングラブ賞を複数回獲得している源田壮亮や菊池涼介を抑えて1位に選出された。

## 人物
愛称は「シャー君」など。
明るいキャラクターの持ち主で、チームのムードメーカー的存在。広島入団後は口髭とパンチパーマがトレードマークとなっている。
広島入団会見時、「ゴールデングラブ賞は必ず獲ります」と宣言している。2024年、前述の通り同賞を受賞した。
4歳年上の兄、幸耶は社会人野球で活躍。三菱重工East硬式野球部在籍時には主将を務め、第95回都市対抗野球大会の優勝に貢献した。幸耶によると、弟雅哉は幼少より兄の後を追いかける性格で、当初は幸耶が在籍した北陸大学への進学を希望していたが、幸耶より「お前は（野球の）レベルの高い所に行け」と諭され、亜細亜大学へ進学したという。
2025年1月に、前年までに一般女性と結婚していたことを公表した。

## 詳細情報

### 年度別打撃成績
| 年 度     | 球 団     | 試 合 | 打 席 | 打 数 | 得 点 | 安 打 | 二 塁 打 | 三 塁 打 | 本 塁 打 | 塁 打 | 打 点 | 盗 塁 | 盗 塁 死 | 犠 打 | 犠 飛 | 四 球 | 敬 遠 | 死 球 | 三 振 | 併 殺 打 | 打 率 | 出 塁 率 | 長 打 率 | O P S |
| --------- | --------- | ----- | ----- | ----- | ----- | ----- | -------- | -------- | -------- | ----- | ----- | ----- | -------- | ----- | ----- | ----- | ----- | ----- | ----- | -------- | ----- | -------- | -------- | ----- |
| 2021      | 広島      | 13    | 6     | 6     | 2     | 0     | 0        | 0        | 0        | 0     | 0     | 0     | 0        | 0     | 0     | 0     | 0     | 0     | 3     | 0        | .000  | .000     | .000     | .000  |
| 2022      | 広島      | 55    | 78    | 67    | 11    | 13    | 0        | 0        | 2        | 19    | 5     | 0     | 1        | 3     | 0     | 7     | 0     | 1     | 21    | 0        | .194  | .280     | .284     | .564  |
| 2023      | 広島      | 93    | 146   | 119   | 22    | 22    | 2        | 0        | 0        | 24    | 3     | 7     | 0        | 12    | 1     | 14    | 1     | 0     | 35    | 2        | .185  | .269     | .202     | .470  |
| 2024      | 広島      | 137   | 495   | 430   | 45    | 112   | 13       | 6        | 2        | 143   | 38    | 13    | 10       | 20    | 4     | 38    | 1     | 3     | 109   | 8        | .260  | .322     | .333     | .655  |
| 通算：4年 | 通算：4年 | 298   | 725   | 622   | 80    | 147   | 15       | 6        | 4        | 186   | 46    | 20    | 11       | 35    | 5     | 59    | 2     | 4     | 168   | 10       | .236  | .304     | .299     | .603  |

- 2024年度シーズン終了時
- 各年度の太字はリーグ最高

### 年度別守備成績
内野守備
| 年 度 | 球 団 | 二塁  | 二塁  | 二塁  | 二塁  | 二塁  | 二塁     | 三塁  | 三塁  | 三塁  | 三塁  | 三塁  | 三塁     | 遊撃  | 遊撃  | 遊撃  | 遊撃  | 遊撃  | 遊撃     |
| 年 度 | 球 団 | 試 合 | 刺 殺 | 補 殺 | 失 策 | 併 殺 | 守 備 率 | 試 合 | 刺 殺 | 補 殺 | 失 策 | 併 殺 | 守 備 率 | 試 合 | 刺 殺 | 補 殺 | 失 策 | 併 殺 | 守 備 率 |
| ----- | ----- | ----- | ----- | ----- | ----- | ----- | -------- | ----- | ----- | ----- | ----- | ----- | -------- | ----- | ----- | ----- | ----- | ----- | -------- |
| 2021  | 広島  | —     | —     | —     | —     | —     | —        | 5     | 3     | 2     | 1     | 0     | .833     | 4     | 2     | 3     | 0     | 1     | 1.000    |
| 2022  | 広島  | 10    | 11    | 16    | 0     | 1     | 1.000    | 32    | 6     | 11    | 1     | 1     | .944     | 12    | 24    | 37    | 0     | 8     | 1.000    |
| 2023  | 広島  | 5     | 7     | 4     | 0     | 2     | 1.000    | 3     | 0     | 0     | 0     | 0     | ----     | 83    | 61    | 133   | 6     | 32    | .970     |
| 2024  | 広島  | 13    | 29    | 22    | 3     | 5     | .944     | -     | -     | -     | -     | -     | -        | 132   | 199   | 389   | 9     | 34    | .985     |
| 通算  | 通算  | 28    | 47    | 42    | 3     | 8     | .975     | 40    | 9     | 13    | 2     | 1     | .917     | 231   | 286   | 562   | 15    | 75    | .983     |

外野守備
| 年 度 | 球 団 | 外野  | 外野  | 外野  | 外野  | 外野  | 外野     |
| 年 度 | 球 団 | 試 合 | 刺 殺 | 補 殺 | 失 策 | 併 殺 | 守 備 率 |
| ----- | ----- | ----- | ----- | ----- | ----- | ----- | -------- |
| 2022  | 広島  | 1     | 0     | 0     | 0     | 0     | ----     |
| 2023  | 広島  | 2     | 0     | 0     | 0     | 0     | ----     |
| 通算  | 通算  | 3     | 0     | 0     | 0     | 0     | ----     |

- 2024年度シーズン終了時
- 太字年はゴールデングラブ賞受賞

### 表彰
- ゴールデングラブ賞：1回（遊撃手部門：2024年）

### 記録
初記録
- 初出場：2021年3月26日、対中日ドラゴンズ1回戦（MAZDA Zoom-Zoom スタジアム広島）、9回表に坂倉将吾の代走で出場
- 初打席：2021年4月8日、対東京ヤクルトスワローズ3回戦（明治神宮野球場）、6回表に島内颯太郎の代打で出場、近藤弘樹から三ゴロ
- 初先発出場：2022年5月3日、対読売ジャイアンツ7回戦（MAZDA Zoom-Zoom スタジアム広島）、「8番・三塁手」で先発出場
- 初安打・初打点：同上、1回裏に赤星優志から中前2点適時打
- 初本塁打：2022年8月16日、対中日ドラゴンズ18回戦（MAZDA Zoom-Zoom スタジアム広島）、2回裏に柳裕也から右越2ラン

その他の記録
- 1打席22球：2024年9月22日、対中日ドラゴンズ23回戦（バンテリンドーム ナゴヤ）、6回表に涌井秀章から ※NPB最多記録[44]
- 1打席17ファウル：同上 ※NPB最多記録[44]
- オールスターゲーム出場：1回（2025年）

### 背番号
- 61（2021年[10] - 2024年）
- 4（2025年[33] - ）